# Clytus kumalariensis
Clytus kumalariensis är en skalbaggsart som beskrevs av Johanides 2001. Clytus kumalariensis ingår i släktet Clytus och familjen långhorningar. Inga underarter finns listade i Catalogue of Life.